# Тортуй
Тортуй (каз. Төртүй) — село в Павлодарской области Казахстана. Находится в подчинении городской администрации Экибастуза. Расположено в 49 км к северо-западу от Экибастуза и в 178 км к юго-западу от Павлодара. Административный центр Экибастузского сельского округа. Код КАТО — 552237100.

## История
До 1972 года село входило в состав Краснокутского района. Тортуй был центральной усадьбой бывшего овцеводческого совхоза «Экибастузский», образованного в 1930 году и ставшего племенным совхозом по разведению племенного рогатого скота.

## Население
В 1985 году в селе проживало 1557 человек. В 1999 году население села составляло 933 человека (440 мужчин и 493 женщины). По данным переписи 2009 года, в селе проживало 566 человек (272 мужчины и 294 женщины).